# Ruston, Proctor and Company

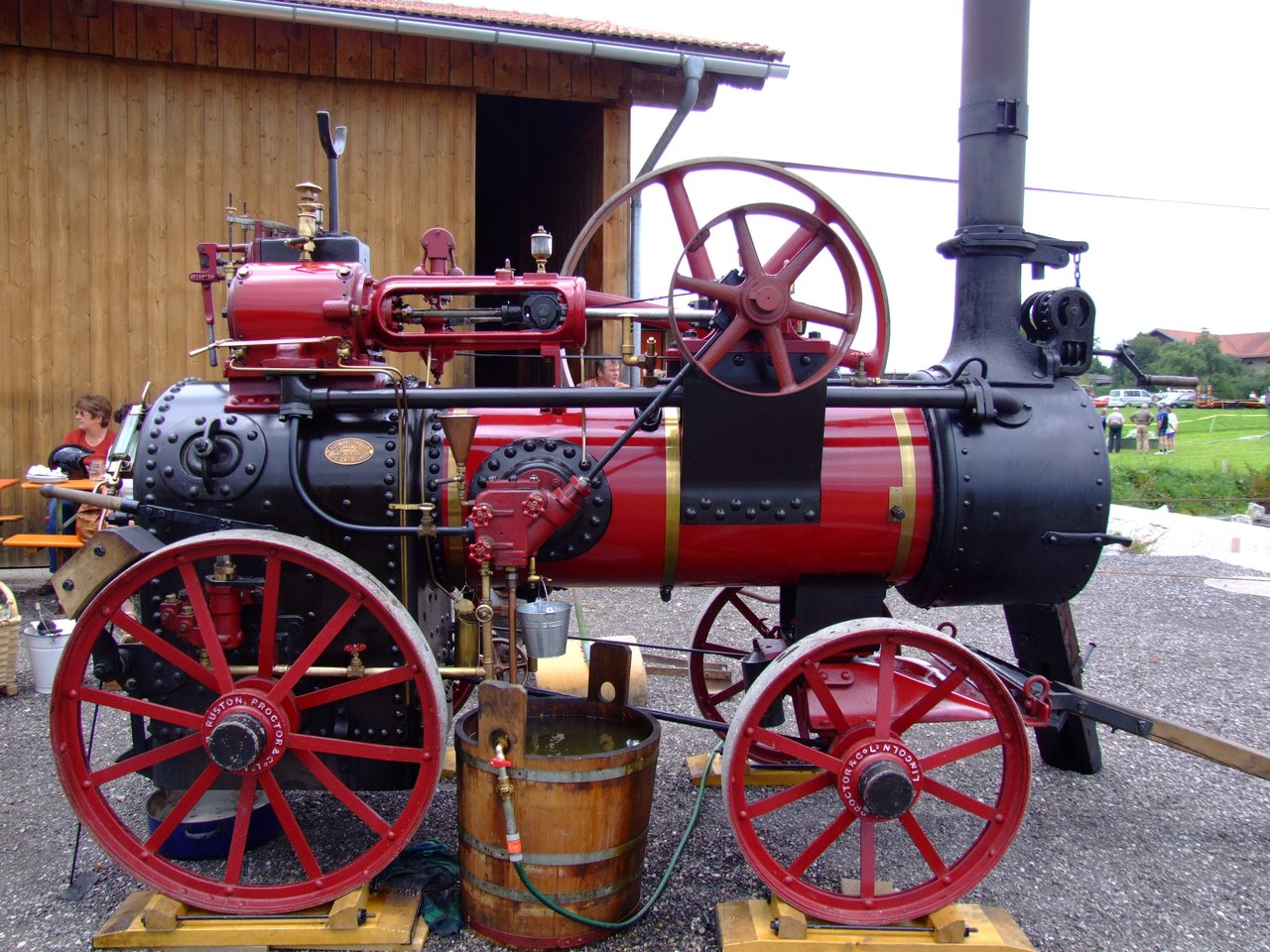
Een verrijdbare stoommachine van Ruston, Proctor and Company

Ruston, Proctor and Company was een Britse fabrikant van stoommachines die later ook elektrische en dieselmotoren ging produceren. Het bedrijf werd opgericht in 1857 in Lincoln.
Het bedrijf was een voortzetting van het in 1840 gestarte Burton & Proctor. Joseph Ruston werd in 1857 partner en de naam veranderde daardoor in Ruston, Proctor & Co en zou een belangrijke fabrikant van landbouwmachines worden.  
Het bedrijf produceerde voornamelijk stoommachines en bijbehorende producten als lieren, aandrijfassen en katrollen. Later werden ook stoomlocomotieven, industriële machines en mijnbouwapparatuur geproduceerd. 
In 1918 fuseerde het bedrijf met Richard Hornsby & Sons company uit Grantham en vormde vanaf deze datum Ruston & Hornsby.